# 措拉镇
措拉乡，是中华人民共和国四川省甘孜藏族自治州巴塘县下辖的一个乡镇级行政单位。

## 行政区划
措拉乡下辖以下地区：
措拉村、麻通村、俊工村、玉绒村和德西村。